# Alt-Mariendorf (metropolitana di Berlino)
La stazione di Alt-Mariendorf è una stazione della linea U6 della metropolitana di Berlino.
È posta sotto tutela monumentale (Denkmalschutz).

## Storia
Fu inaugurata nel 1966 ed è il capolinea della linea verso sud. L'architetto fu Rainer G. Rümmler e il muro è completamente ricoperto da mattonelle bianche.
Nel 2018 la stazione di Alt-Mariendorf, in considerazione della sua importanza storica e architettonica, venne posta sotto tutela monumentale (Denkmalschutz) insieme ad altre 12 stazioni rappresentative dell'architettura moderna dei decenni post-bellici.

## Servizi
La stazione dispone di:
- Fermata autobus di passaggio